# スワインソニン
スワインソニン（英: swainsonine）はインドリジジンアルカロイドの一種。ゴルジαマンノシダーゼIIの強力な阻害剤、免疫調整剤であり、化学療法の候補薬である。Locoweed（Loco: 狂う + Weed: 草）の主要な毒成分であり、また特に北アメリカにおいて畜産業に深刻な経済的損失を与える原因となっている。

## 薬理学作用
スワインソニンはグリコシダーゼ、特にN-結合型グリコシル化を阻害する。スワインソニンによるゴルジαマンノシダーゼIIの阻害によりハイブリッド型グリカンが生成する。これらのグリカンはMan5GlcNAc2型のコア構造を持ち，いわゆる複雑型グリカンと類似している。
本化合物の薬理学作用は、いまだ不明な点が多い。

## 単離・生合成・合成
スワインソニンは数多くの被子植物および菌から単離される天然物であり、オーストラリアのマメ科Swainosona canescens (Benth.) A Leeから初めて単離された。その他、Astragalus lentiginosusやRhizoctonia leguminicolaからも単離されている。1982年にHextableらによって相対立体配置が提唱され、1983年にHarrisらによって絶対立体配置が決定された。スワインソニンは商業的にはメタリジウム(Metarhizium anisopliaeなどいくつかの植物および菌から抽出される他、全合成も多数報告されている。

## 畜産業に対する影響
スワインソニンによる常習的な中毒により、家畜では様々な神経障害が引き起こされるため、スワインソニンを含む植物は "Locoweed" と総称される。その他の中毒による症状は、若い家畜では食欲減退や成長不良、大人の家畜では体重減少、また繁殖の停止（性欲、繁殖力の喪失や流産）である
。これらの神経系の機能低下や筋肉に対する症状は、生化学的、形態学的、臨床的にマンノドーシスと類似している。

## 薬の候補として
スワインソニンは神経膠腫や胃がんの治療薬候補となっている。しかしながら、GD0039（スワインソニンの塩酸塩）の17人の腎臓がん患者に対する第II相臨床試験では、有望な結果は得られなかった。スワインソニンの抗腫瘍活性はマクロファージの刺激に起因している。
スワインソニンは抗がん剤の補助薬やその他の化学療法の候補化合物となっている。マウスでは、スワインソニンはドキソルビシンの毒性を軽減するため、スワインソニンとの併用によりドキソルビシンの用量を高めることが可能となることが示唆されている。スワインソニンは抗がん治療による骨髄損傷からの回復を促進させる。
また、食欲減退薬でもある。